# Pseudofilosofi
Pseudofilosofi är verksamhet som utger sig för att vara filosofi utan att vara det.
Nicholas Rescher i The Oxford Companion to Philosophy definierar pseudofilosofi som "diskussioner som förklär sig som filosofiska men är inepta, inkompententa, bristfälliga i intellektuellt allvar, och återspeglar ett otillräckligt åtagande för sökandet efter sanning."